# موريس لوبلان
موريس إيميل لوبلان، كاتب فرنسي ولد في 11 ديسمبر/ كانون الأول 1864 في روان، وتوفي في 6 نوفمبر/ تشرين الثاني في بيربينيا. كتب العديد من الروايات البوليسية وروايات المغامرة، وهو مخترع الشخصية الشهيرة أرسين لوبين، اللص الظريف و الطيب.

## السيرة
موريس لوبلان هو ثاني ابن لإميل لوبلان، مالك سفينة يبلغ من العمر أربعة وثلاثين عاما، وابن ماتيلد بلانش، المولودة بروهي، التي تبلغ من العمر واحد وعشرين عاما. أخته الصغرى، جورجيت لوبلان هي مغنية تزوجت بالكاتب البلجيكي موريس ماترلينك. رفض لوبلان مهنة صناعة آلات تسريح الصوف التي عرضها عليه والده، وقرر الذهاب إلى باريس لممارسة الكتابة. في البداية عمل كصحفي ثم روائي، وأثار اهتمام الكاتبيين الفرنسيين جول رونارد وألفونس دوديه، لكن دون تحقيق نجاح جماهيري. خلال تواجده بباريس رافق كبار الكتاب الفرنسيين أمثال ستيفان مالارمي وألفونس أليه. في عام 1901 نشر كتابه «الحماس».
في عام 1905 وبطلب من مدير مجلة Je sais tout، بدأ لوبلان بكتابة قصص أرسين لوبين ولاقت هذه القصص نجاحا جماهيريا فاجئ الكاتب وصنع له طريق الشهرة والثروة.
في عام 1907 بدأ لوبلان بكتابة روايات كاملة حول أرسين لوبين، ونظرا لنسبة المبيعات الجيدة التي حققتها هذه الأعمال، قرر الكاتب أن يكرس باقي أعمال مسيرته لهذه الشخصية، لبتلغ 21 ما بين روايات وقصص قصيرة.
وتماما مثل كونان دويل وشخصيته شرلوك هولمز، حاول موريس لوبلان التخلص من «هيمنة» من بطل أعماله لوبين بابتكار شخصيات جديدة مثل جيم بارنيت، لكن اضطر في الأخير لإلحقاها هي الأخرى بقصص لوبين التي واصل كتابتها لغاية الثلاثينيات من القرن العشرين.
إضافة إلى هذا كتب لوبين روايتين معروفتين في مجال الخيال العلمي: «العيون الثلاثة» عام 1919، و«الحدث المدهش» عام 1920.
تلقى الكاتب وسام جوقة الشرف تقديرا لما قدمه للأدب الفرنسي. توفي سنة 1941 ودفن بباريس.
   اشتهر موريس لوبلان في كتابة القصص القصيرة والطويلة لأدب الجرائم. قد حولت معظم رواياته إلى أفلام سينمائية ومسلسلات كرتونية للأطفال، كما ترجمت إلى عدة لغات، حيث انّها تتميّز بسيّرها على وتيرة واحدة.درس لوبلان القانون في جامعة روان لكنه لم يمارس المحاماة.عاش لوبلان في العديد من البلدان بما في ذلك انجلترا والولايات المتحدة. تزوّج لوبلان مرتين وأنجب من زوجته الأولى ابنة واحدة.كان لوبلان مهتمًا بالسفر والرياضة والموسيقى، حيث كان صديقًا للعديد من الكُتاب والفنانين المشهورين. 

## قائمة الأعمال
ملاحظة: هذه القائمة لا تضم كل أعمال لوبلان.
- Une femme (1893)
- Armelle et Claude (1897)
- Voici des ailes (1898)
- Les Lèvres jointes (1899)
- L’Enthousiasme (1901)
- Un vilain couple (1901)
- Gueule rouge (1904)
- 80 chevaux (1904)
- La Pitié, Play (1906)
- L’Aiguille creuse (1909)
- 813 (1910)
- La Frontière (1911)
- Les Trois Yeux (1919)
- La Robe d’écaille rose (1920)
- Le Formidable Événement (1920)
- Le Cercle rouge (1922)
- Dorothée, danseuse de corde (1923)
- La Vie extravagante de Balthazar (1925)
- Le Prince de Jéricho (1930)
- Les Clefs mystérieuses (1932)
- La Forêt des aventures (1933)
- Le Chapelet rouge (1934)
- L’Image de la femme nue (1934)
- Le Scandale du gazon bleu (1935)
- De minuit à sept heures (1937)

## وصلات خارجية
- موريس لوبلان على موقع IMDb (الإنجليزية)
- موريس لوبلان على موقع الموسوعة البريطانية (الإنجليزية)
- موريس لوبلان على موقع ألو سيني (الفرنسية)
- موريس لوبلان على موقع ميوزك برينز (الإنجليزية)
- موريس لوبلان على موقع أول موفي (الإنجليزية)
- موريس لوبلان على موقع قاعدة بيانات برودواي على الإنترنت (الإنجليزية)
- موريس لوبلان على موقع قاعدة بيانات الأفلام السويدية (السويدية)
- موريس لوبلان على موقع إن إن دي بي (الإنجليزية)
- موريس لوبلان على موقع ديسكوغز (الإنجليزية)
- موريس لوبلان على موقع قاعدة بيانات الفيلم (الإنجليزية)

باللغة العربية:
- روايات لوبلان للتحميل مجانا على موقع المكتبة العربية.

باللغة الفرنسية:
- كتب لوبلان للتحميل مجانا.
- قائمة أعمال لوبلان كاملة.
- الموقع الرسمي للوبلان وأرسين لوبين.